# Hartmarx
Hartmarx, Hart Schaffner & Marx (Хартмаркс, Харт Щаффнер енд Маркс) - американський виробник чоловічого одягу. Штаб-квартира у Чикаго.
Вебсайт [Архівовано 2 березня 2017 у Wayback Machine.]

## Історія
Підприємство розпочато братами емігрантами 1887 року у даунтауні Чикаго й зареєстроване як Hart Schaffner & Marx 1911 року.
- 1906 року Харт Щаффнер енд Маркс розпочав пошиття костюмів для високих, низьких та товстих чоловіків, що надало масовості торговій марці. 1910 року підприємство страйкувало.
- 1952 року Харт Щаффнер енд Маркс придьав торгову марку Society Brand з Чикаго.
- 1964 придбано виробника розкішного чоловічого одягу Hickey Freeman з Рочестеру.
- 1967 року придбано Jaymar-Ruby and Kleinhans у штаті Індіана й 1969 року - M. Wile з Буффало.
- 1978 року придбано Intercontinental Apparel, американського виробника одягу Pierre Cardin. Потім придбано Bishop's.
- 1981 придбано виробник жіночого одягу Country Miss chain.
- 1982 придбане підприємство недорогих чоловічих костюмів Kuppenheimer Manufacturing Company з 41 магазином.
- 1983 підприємство змінило назву на Hartmarx Corporation.
- 1985 придбано Briar Neckwear
- 1986 придбано виробника жакетів H. Ortisky
- 1987 придбано магазини Anton's, а 1988 - магазини Boyd's, магазини St. Louis, та дорогі магазини Вашингтона - Raleigh's.
- 1989 придбаний виробник чоловічого одягу Biltwell Company
- У 1992-95 роках закриваються магазини й йде оутсорсинг у Китай, Мексику й Коста-Рику.
- 1996 придбано виробника чоловічого одягу Plaid Clothing Group, Inc.
- 1998 придбано Pusser's Ltd. та канадського виробника чоловічого одягу Coppley, Noyes and Randall Limited
- 1999 придбано виробника чоловічих й жіночих костюмних й спортивних сорочок Royal Shirt Company.

2008 року, тоді сенатор Барак Обама носив одяг Hart Schaffner & Marx.
2009 року компанія Hartmarx збанкрутіла й була продана Emerisque Brands UK та їх партнеру індійській SKNL North America.
3012 року Authentic Brands Group придбала Hartmarx з еаміром зберігати, продовжувати й розвивати традиції Хартмарксу.

## Торгові марки
ГДо 1966 року  існували торгові марки розкішного чоловічого одягу Hart Schaffner & Marx and Hickey Freeman (додано до компанії 1964 року).
З 1966 року долучено Johnny Carson, Bobby Jones, Jack Nicklaus's та Austin Reed.
З 1974 шився одяг під маркою Christian Dior, Nino Cerruti, Allyn St. George та Playboy. 
1979 додано дізайнерська марка Pierre Cardin. 
У кінці 1990-их  доданий дізайнерський одяг під торговими марками Perry Ellis, Daniel Hechter та Tommy Hilfiger. 
1996 року після придбання Plaid Clothing Group, Inc., додався одяг під марками Burberry, Liz Claiborne, Evan Picone, Palm Beach та Brannoch.